# Productiecrosser
Een productiecrosser is een crossmotor die in ruime mate te koop is, meestal met de techniek van de fabriekscrossers van het vorige seizoen. 
Vrijwel alle deelnemers in motorcross wedstrijden gebruiken productiecrossers. De peperdure fabriekscrossers zijn alleen voor de beste coureurs beschikbaar. Zij zijn voorzien van de nieuwste, vaak experimentele techniek. 